# Secret of the Ghost Rig
Chapter 3: Secret of the Ghost Rig (Capítulo 3: El Fantasma de la Carretera en América Latina, y El Secreto del Fantasma sobre Ruedas en España), es el tercer episodio de la primera temporada de la serie de televisión animada Scooby-Doo! Misterios, S. A..
El guion principal fue elaborado por los hermanos Michelle y Robert Lamoreaux, junto a Mitch Watson. El diseño de personajes fue realizado por Derrick J. Wyatt y Irineo Maramba, Joey Mason estuvo a cargo de revisar el guion gráfico y Victor Cook a cargo de la dirección general. El episodio fue producido por la compañía Warner Bros. Animation, a manera de secuela de la serie original de Hanna-Barbera Productions, Scooby-Doo ¿dónde estás? (1969).
Se estrenó oficialmente en los Estados Unidos el 26 de julio de 2010 por Cartoon Network. En Hispanoamérica y Brasil, el episodio se estrenó oficialmente el 20 de marzo de 2011 a las 17:00 a través de Cartoon Network.

## Argumento
En una de las carreteras de Gruta de Cristal, un trailero es atacado por un terrorífico camión poblado de numerosas telarañas, con ganchos en el parachoques delantero y neumáticos en llamas. El tráiler fantasma, luego de atacar, sacar de la vía y aterrorizar a un policía, desaparece en medio de la noche.

En el pueblo, Shaggy, Vilma y Scooby acompañan a Fred a la oficina de su severo padre, el alcalde de la ciudad. Harto de que su hijo y sus amigos resuelvan misterios, el señor Jones ha decidido enseñarle a Fred a ser político haciendo que él y la pandilla le ayuden con su campaña para ser reelegido alcalde de gruta de cristal.

Mientras tanto, en la mansión Blake, los padres de Daphne no le habían dejado ir con la pandilla, pues tenían algo preparado para ella: la visita de un millonario llamado Rung Ladderton, prestigiado heredero de la fábrica de escaleras Ladderton, la única compañía de la región que las fabrica. Ignorando la arrogancia del joven, que invita a salir a Daphne sin siquiera pedirle su opinión, Barty y Nam Blake tratan de persuadir a su hija de salir con él, para el disgusto de Daphne, que no se atreve a confesarle su amor por Freddy a sus padres. Esa misma noche, la pandilla conoce a George Avocados, contrincante del señor Jones en la reelección, cuyo padre, Teodoro, había sido alcalde antes, pero fue destituido por robar diamantes. La pandilla se encuentra con Daphne en la playa, a puertas de un restaurante marino, y mientras conversan descubren que las perillas de cristal de todas las puertas de la ciudad han sido robadas. En la carretera, la pandilla es atacada por el camión fantasma que casi los mata, de no ser por Freddy y su habilidad en el volante.

Al día siguiente, los chicos intentan comentarle sobre este evento al Sheriff Stone y al papá de Fred, pero ellos solo se alegran por el nuevo monstruo, felices de contar con una nueva atracción turística. Gracias a la cámara del celular de Daphne, la pandilla descubre que el camión fantasma dejó huellas de neumáticos en el camino, y las únicas personas que usan ese tipo de ruedas en sus vehículos son un hombre llamado G. Nurno Treddal, y George Avocados. Por otra parte, Daphne, obligada por su compromiso con Ladderton, asiste a una cita en un restaurante, donde se ve obligada a esperarlo, mientras el resto de la pandilla sigue a Avocados sin hallar nada sospechoso. Ladderton llega al mismo tiempo que el resto de misterio a la orden, y Fred, que no parece molesto por el hecho de que el joven esté pretendiendo a Daphne, platica alegremente con él e incluso le regala su pañuelito de la suerte, para sorpresa de Daphne.

Después de despedirse de Ladderton la pandilla encuentra un nuevo mensaje, grabado a modo de acertijo por el Señor E, quien les dice que para resolver el misterio deben seguir la niebla. Pese a desconfiar del desconocido y sus palabras, los chicos salen a la calle y siguen las huellas de los neumáticos del camión fantasma, hasta llegar a un camino sin salida, que resulta ser una guarida secreta protegida por un complicado sistema de acceso, y en cuyo interior se encuentran todas las perillas desaparecidas. También descubren una especie de diario, que contiene la confesión de Teodoro Avocados, el padre de George y ladrón del diamante. En ese momento, el camión fantasma los ataca, pero ellos lo guían hasta una trampa de freddy que funciona, atrapando al fantasma en un tanque de tiburones.

El padre de Fred llega y la pandilla desenmascara al fantasma, quien resulta ser... ¡Rung Ladderton!. el muchacho confiesa que su intención era apoderarse del diamante robado, que el ladrón había disfrazado como una de los miles de perillas de Gruta de Cristal, sin decir cuál de todas era el diamante. Los neumáticos que usaba sí eran los fotografiados (ya que el nombre G. Nurno Treddal es Rung Ladderton deletreado al revés). Pese a ser rico, el dinero del joven no podía salvar su compañía, ya que nadie compra muchas escaleras puesto que estas no se reemplazan. Daphne le devuelve a Fred su pañuelo y le promete siempre estar a su lado. Con el diamante recuperado, el papá de Fred es reelegido como alcalde y felicita a Misterio a la Orden por su hardua labor. Y como recompensa, decide darles un suministro de Pizzas, para el deleite del goloso Scooby-Doo.